# Plagiosuchus
Plagiosuchus es un género monotípico de un anfibio carnívoro prehistórico extinto, cuya única especie es Plagiosuchus pustuliferus. El cráneo se caracteriza por una enorme fenestra, la reducción de los huesos circumorbitales y la expansión alargada de la mandíbula. La dentición se encuentra débilmente desarrollada. La morfología craneal de P. pustuliferus es notablemente divergente y destaca la extraordinaria diversidad dentro del cráneo, probablemente insuperable por dinosaurios de su misma familia. Su mandíbula contiene una fila marginal particularmente corta de dientes, dentadura débil y una cámara alargada para la musculatura aductora. Esta evidencia sugiere que su alimentación estaba basada en la captura de presas pequeñas, y posteriormente su succión.